# Cochrane-review

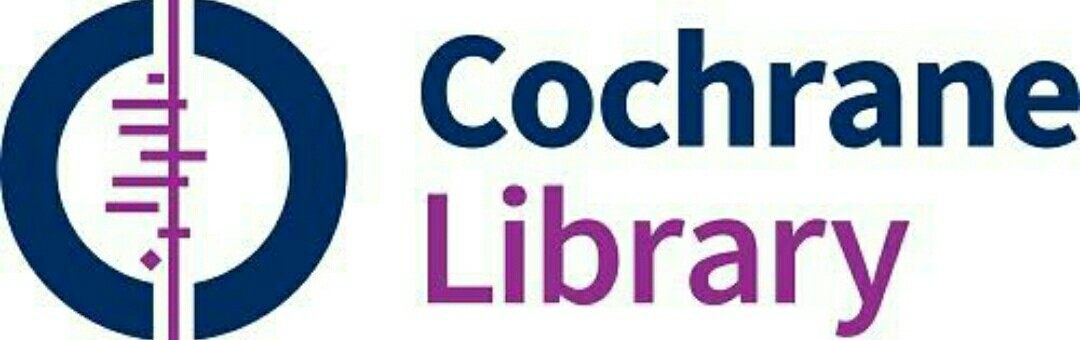
Logo van de The Cochrane Library waarin alle reviews zijn opgenomen

Een Cochrane-review is een publicatie van het Cochrane-netwerk, voorheen bekend onder de naam “Cochrane Collaboration”. Dit werd opgericht in 1993 als een internationaal netwerk van wetenschappers dat in 2013 meer dan 28.000 leden in meer dan 100 landen omvat. Cochrane heeft zich ten doel gesteld om belangrijke vragen in de geneeskunde te trachten te beantwoorden door een werkwijze die gebaseerd is op wetenschappelijk bewijs, ook wel evidence-based medicine genoemd. Daartoe maakt ze gebruik van een meta-analyse van gecontroleerde klinische onderzoeken naar het probleem, zoals dubbelblinde tests en gerandomiseerde onderzoeken met controlegroep. Cochrane reviews worden beschouwd als de gouden standaard en hebben vaak een beslissende stem in debatten over medische onderwerpen.
Alle Cochrane-reviews worden opgenomen in 'The Cochrane Library'. In 2013 waren daarin circa 5.000 reviews gepubliceerd.
Bij een Cochrane-review worden via literatuuronderzoek eerst alle wetenschappelijke onderzoeken opgespoord die ooit over het probleem gepubliceerd zijn. Deze onderzoeken worden vervolgens kritisch bekeken, omdat veel, vooral ouder, onderzoek de toets der kritiek niet kan doorstaan. Er is bijvoorbeeld geen gebruik gemaakt van een controlegroep, of de beoordeling van de resultaten gebeurde niet dubbelblind. Dergelijke onderzoeken worden in de review niet meegenomen.
De resterende, statistisch en methodologisch correct opgezette onderzoeken worden nu zo veel mogelijk samen gebundeld om het netto-effect van de behandeling op een onderling zo vergelijkbaar mogelijke wijze te presenteren.
Het resultaat wordt meestal gepresenteerd als een kolom met de afzonderlijke onderzoeksresultaten, grafisch weergegeven als een gemiddelde met de bijbehorende standaarddeviatie. De nullijn (die het punt aangeeft waarin de behandeling geen effect heeft) loopt als een verticale streep door de grafiek. Komen de meeste onderzoeken aan dezelfde kant van de lijn terecht, dan is er kennelijk een effect van de behandeling ten opzichte van de controlegroep. Liggen ze links van de lijn, dan zijn de behandelingen minder goed dan de controle; liggen ze rechts, dan is de beoordeelde behandeling beter.
Deze methode geeft in een enkele oogopslag een indruk van de effectiviteit van een behandeling voor een gegeven aandoening, en heeft veel bijgedragen aan de tendens om te eisen dat een nieuwe behandeling evidence-based (door hard bewijs gesteund) moet zijn alvorens te worden ingevoerd.

## Toepasbaarheid voor kruidengeneesmiddelen
Voor synthetische farmaca, die veelal slechts één actief ingrediënt bevatten, is de Cochranemethodiek zeer geschikt. Kruidengeneesmiddelen bevatten echter vaak grote aantallen ingrediënten die additieve, synergistische of gedeeltelijk of volledig antagonistische effecten hebben. Het resulterende effect van het kruidengeneesmiddel is het combinatie-effect van alle actieve ingrediënten. Bij mengen van verschillende kruidenbereidingen wordt het beeld nog complexer.
Vanuit wetenschappelijke kring is de kritiek geuit dat in Cochrane-reviews de kruidengeneesmiddelen vaak onvoldoende gekarakteriseerd waren. Een accurate beschrijving zou volgens deze wetenschappers ten minste de Latijnse naam van het kruid moeten omvatten en het gebruikte deel van de plant, evenals het type preparaat (hele plant, extract) en in geval van een extract ook de extractieratio, oplosmiddel en standaardisatie. Studies waarbij ook niet-botanische ingrediënten (zoals vitaminen en mineralen) in de formulering aanwezig zijn, zouden niet meegenomen moeten worden in de review.
Een goede karakterisering van de kruidengeneesmiddelen die beoordeeld worden in Cochrane-reviews, maakt helderder in hoeverre de in de review beoordeelde studies werkelijk vergelijkbaar zijn.

## Uitgeverij
Cochrane-reviews worden gepubliceerd door Cochrane, een wereldwijde non-profitorganisatie van duizenden artsen, epidemiologen en statistici die een almaar groeiende database van grondig beoordeelde systematische overzichten elektronisch ter beschikking stelt van de medische gemeenschap in de Cochrane Database of Systematic Reviews, het voornaamste onderdeel van de Cochrane Library. Dit instituut is vernoemd naar de Schotse arts Archie Cochrane die eind jaren 70 het belang van een systematisch overzicht van alle uitgevoerde trials benadrukte: "Het is zonder twijfel een zware aanklacht voor ons vak dat we nog geen kritisch overzicht hebben samengesteld, per specialiteit en subspecialiteit, dat regelmatig wordt bijgewerkt, van alle relevante gerandomiseerde onderzoeken met controlegroep".